# Amiota albidipuncta
Amiota albidipuncta este o specie de muște din genul Amiota, familia Drosophilidae, descrisă de Xu și Chen în anul 2007. Conform Catalogue of Life specia Amiota albidipuncta nu are subspecii cunoscute.